# Fermio
Il fermio è l'elemento chimico della tavola periodica degli elementi di numero atomico 100 e il suo simbolo è Fm.
È un elemento transuranico, metallico, altamente radioattivo appartenente alla serie degli attinidi. Viene prodotto per bombardamento con neutroni del plutonio e prende il nome dallo scienziato italiano Enrico Fermi.

## Caratteristiche
Solo piccole quantità di fermio sono state prodotte e isolate, pertanto poco si sa delle sue proprietà chimiche. In soluzione acquosa, l'unico stato di ossidazione osservato del fermio è +3.
Il 254Fm e gli altri isotopi più pesanti possono essere sintetizzati per intenso bombardamento di neutroni su bersagli di elementi più leggeri (specialmente uranio e plutonio) in cui un alternarsi di catture neutroniche e decadimenti beta porta al formarsi degli isotopi di fermio. Le condizioni di intenso irraggiamento neutronico sono tipiche delle esplosioni termonucleari, ma possono anche essere replicate in laboratori specializzati.
Non sono noti usi del fermio che non siano legati alla ricerca scientifica di base. Il fermio è l'ottavo elemento transuranico.

## Storia
L'elemento di numero atomico 100 venne ipotizzato già prima dell'effettiva scoperta, assegnandogli il nome di fantasia centurio e il corrispondente simbolo Ct.
Il fermio fu scoperto nel 1952 da un gruppo di ricerca guidato da Albert Ghiorso investigando la natura dei residui lasciati dalla prima esplosione sperimentale della bomba all'idrogeno.
L'isotopo 253 si creò attraverso la combinazione di 238U con 17 neutroni alle elevate temperatura e pressione createsi con l'esplosione (alla creazione del fermio sono inoltre necessari otto decadimenti beta).
La scoperta fu tenuta segreta fino al 1955 per via delle tensioni dovute alla guerra fredda, tuttavia, a cavallo tra il 1953 ed il 1954 l'Istituto di Fisica "Alfred Nobel" di Stoccolma produsse un elemento di peso atomico circa 250 con 100 protoni bombardando un bersaglio di 238U con ioni di 16O. Il gruppo dell'Istituto Nobel non rivendicò la scoperta, ma ciò che produssero fu successivamente identificato come 250Fm.

## Isotopi
Del fermio sono noti 17 isotopi radioattivi le cui masse sono comprese tra 242,073 e 259,101 Da. I più stabili di essi sono 257Fm (con un'emivita di 100,5 giorni), 253Fm (3 giorni), 252Fm (25,39 ore) e 255Fm (20,07 ore). Tutti gli altri hanno emivite inferiori alle 5,4 ore e la maggior parte di essi inferiore a 3 minuti. Questo elemento possiede anche un metastato, 250mFm, la cui emivita è di 1,8 secondi.